# Притчард, Алекс
Алекс Дэвид Притчард (англ. Alex David Pritchard; 3 мая 1993 года, Орсетт, Эссекс, Англия) — английский футболист, полузащитник клуба «Сандерленд».

## Клубная карьера
Притчард занимался в академии «Вест Хэм Юнайтед», откуда в июне 2009 года перевёлся в «Тоттенхэм Хотспур». Успешно выступал за молодёжную команду клуба, в сезоне 2011/12 несколько раз был включён в заявку на матчи Лиги Европы, но на поле не выходил. Начиная с 2013 года Притчарда регулярно отдавали в аренду в другие клубы. Так он поиграл за «Питерборо Юнайтед», «Суиндон Таун», «Брентфорд» и «Вест Бромвич Альбион». Особенно удачны были выступления за «Суиндон» и «Брентфорд», где он был основным игроком и показывал хорошие результаты. За всё время пребывания в «Тоттенхэме» Алекс лишь дважды сыграл за основной состав, по матчу в 2014 и 2015 годах, оба раза выходил на замены в Премьер-лиге.
4 августа 2016 года Притчард заключил четырёхлетний контракт с клубом Чемпионшипа «Норвич Сити». Его трансфер обошёлся в 8 млн фунтов стерлингов. В первом сезоне за новый клуб Алекс забил 6 голов в 30 матчах, во втором много пропустил из-за травмы колена. 12 января 2018 года Притчард вернулся в Премьер-лигу, заключив контракт на 3,5 года с клубом «Хаддерсфилд Таун». Сумма трансфера составила около 11 млн фунтов.
В июле 2021 года стал игроком клуба «Сандерленд». 23 ноября в домашнем матче против «Шрусбери Таун» забил первый гол за команду.